# Фридовский, Валерий Юрьевич
Валерий Юрьевич Фридовский (род. 29 апреля 1960 года) — советский и российский учёный-геолог, член-корреспондент РАН (2022).

## Биография
Родился 29 апреля 1960 года.
В 1982 году — окончил геологическое отделение инженерно-технического факультета Якутского государственного университета.
В 1985 году — окончил аспирантуру Ленинградского горного института.
В 1986 году — защитил кандидатскую диссертацию, тема: «Структура и условия локализации оруденения Дыбинского рудного узла (Южное Верхоянье)».
С 1986 по 1994 годы — ассистент, затем старший преподаватель, в последующем доцент кафедры поисков и разведки месторождений полезных ископаемых Якутского государственного университета.
В 1992 году — присвоено учёное звание доцента.
С 1994 по 1998 годы — руководитель аппарата президиума Академии наук Республики Саха (Якутия).
С 1998 по 2003 годы — заведующий кафедрой геофизических методов поисков и разведки.
С 1998—2010 — проректор по научной работе Якутского государственного университета имени М. К. Аммосова
В 1999 году — защитил докторскую диссертацию, тема: «Структуры месторождений золота Верхояно-Колымской орогенной области».
В 2000 году — присвоено учёное звание профессора.
С 2006 по 2015 годы — заведующий кафедрой поисков и разведки месторождений полезных ископаемых.
С 2010 по 2013 годы — проректор по техническому направлению Северо-Восточного федерального университета.
С 2013 по 2014 годы — министр профессионального образования, подготовки и расстановки кадров Республики Саха (Якутия), член Правительства Республики Саха (Якутия).
С 2014 по 2016 годы — врио директора, с 2016 года по н. в. — директор Института геологии алмазов и благородных металлов СО РАН.
В 2022 году — избран членом-корреспондентом РАН от Отделения наук о Земле.

## Научная деятельность
Специалист в области геологии рудных полезных ископаемых и металлогении складчато-надвиговых поясов.
Автор и соавтор 225 научных работ, 4 учебных пособий, из них 2 с грифом Учебно-методического объединения по образованию в области прикладной геологии.

## Награды
- Медаль ордена «За заслуги перед Отечеством» II степени (15 февраля 2024 года) — за большой вклад в развитие отечественной науки, многолетнюю плодотворную деятельность и в связи с 300-летием со дня основания Российской академии наук[1]
- Заслуженный работник высшей школы Российской Федерации (1 сентября 2006 года) — за заслуги в научно-педагогической деятельности и большой вклад в подготовку квалифицированных кадров[2]